# Casinoroman
Casinoroman är en serie kärleksromaner från Winthers Förlag som utspelar sig i historisk, ofta högreståndsmiljö. Serien började på 1990-talet.
| Volym | Titel                      | Författare             | År |
| ----- | -------------------------- | ---------------------- | -- |
| 1     | Hjärtan I Brand            | Johanna Lindsey        |    |
| 2     | Kärlekens Sällsamma Makt   | Jude Deveraux          |    |
| 3     | Vild längtan               | Catherine Coulter      |    |
| 4     | Älska Din Fiende           | Jude Deveraux          |    |
| 5     | Förödande Passion          | Johanna Lindsey        |    |
| 6     | En sång om kärlek          | Jude Deveraux          |    |
| 7     | Skugga Över Lyckan         | Catherine Coulter      |    |
| 8     | Högländernas drottning     | Jude Deveraux          |    |
| 9     | Stolthetens pris           | Johanna Lindsey        |    |
| 10    | Löftet                     | Jude Deveraux          |    |
| 11    | Dit ödet styr              | Catherine Coulter      |    |
| 12    | Fresterskan                | Jude Deveraux          |    |
| 13    | Den sårbara kärleken       | Johanna Lindsey        |    |
| 14    | Stigmannen                 | Jude Deveraux          |    |
| 15    | Kärlekens mysterium        | Catherine Coulter      |    |
| 16    | Prinsessan av Lanconia     | Jude Deveraux          |    |
| 17    | Nicholas kvinna            | Robin L. Wiete         |    |
| 18    | Våga älska                 | Patricia Hagan         |    |
| 19    | Solens Döttrar             | Madeline Hale          |    |
| 20    | Ödets Vägar                | Leight Bristol         |    |
| 21    | Önskningar                 | Jude Deveraux          |    |
| 22    | Det Ödesdigra Spelet       | Sandra Chastain        |    |
| 23    | Valfångarens Dotter        | Jill Barnett           |    |
| 24    | Kärlekens Bojor            | Elizabeth Turner       |    |
| 25    | Lyckans Irrbloss           | Christine Monson       |    |
| 26    | Kärlekens Dårskap          | Virginia Nielsen       |    |
| 27    | Mellan Två Världar         | Frances Patton Statham |    |
| 28    | Ödets Trådar               | Arnette Lamb           |    |
| 29    | Kärlekens Under            | Dorothy Garlock        |    |
| 30    | Förtärande Passion         | Kat Martin             |    |
| 31    | Guld Och Glitter           | Jean Innes             |    |
| 32    | Som Eld Och Vatten         | Megan McKinney         |    |
| 33    | En Kvinnas Slav            | Karen Robards          |    |
| 34    | Trollbunden                | Kristin Hannah         |    |
| 35    | Miraklet i St:Bruno        | Philippa Carr          |    |
| 36    | Fallen Ängel               | Teresa Medeiros        |    |
| 37    | Kärlek Och Heder           | Megan McKinney         |    |
| 38    | Förtärande Makter          | Philippa Carr          |    |
| 39    | Glödande Passion           | Mary Jo Putney         |    |
| 40    | Kärlekens Frestelser       | Virginia Henley        |    |
| 41    | Kvinnan Från Havet         | Philippa Carr          |    |
| 42    | Vildrosor Och Törnen       | Teresa Medeiros        |    |
| 43    | Kärlekens Skärseld         | Karen Robarts          |    |
| 44    | Generalens Kvinnor         | Philippa Carr          |    |
| 45    | Jungfrubruden              | Catherine Coulter      |    |
| 46    | Kärlekens Belöning         | Sandra Brown           |    |
| 47    | Arabella Och Männen        | Philippa Carr          |    |
| 48    | Kurtisanen                 | Catherine Coulter      |    |
| 49    | Gryningsdröm               | Sandra Brown           |    |
| 50    | Drömprinsen                | Johanna Lindsey        |    |
| 51    | Arvtagerskan               | Catherine Coulter      |    |
| 52    | Kärlekens Skimmer          | Jane Feather           |    |
| 53    | Makt Och Sinnlighet        | Mary Jo Putney         |    |
| 54    | Det Magiska Arvet          | Zita Christian         |    |
| 55    | Att Tämja En Man           | Jude Deveraux          |    |
| 56    | Hemlig Passion             | Jane Bonander          |    |
| 57    | Kärleksdrömmar             | Elizabeth DeLancey     |    |
| 58    | Vargen Och Jungfrun        | Kathleen E. Woodwiss   |    |
| 59    | Morgonrodnad               | Dorothy Garlock        |    |
| 60    | Tvillingsjälar             | Virginia Henley        |    |
| 61    | I Nöd Och Lust             | Brenda Joyce           |    |
| 62    | Förändringarnas Vind       | Kathleen E. Woodwiss   |    |
| 63    | Heligt Löfte               | Elizabeth Bonner       |    |
| 64    | Kärlekens Magi             | Johanna Lindsey        |    |
| 65    | Hjärtats Svåra Val         | Jennifer Blake         |    |
| 66    | Kärlekens Skatt            | Judith E. French       |    |
| 67    | Synder Och Hemligheter     | Mary Jo Putney         |    |
| 68    | Farliga Lögner             | Michele Stegman        |    |
| 69    | Hawkfells Hövding          | Catherine Coulter      |    |
| 70    | Familjefejden              | Johanna Lindsey        |    |
| 71    | Vildmarkens Hjärta         | Donna Stephens         |    |
| 72    | Marken Där Hon Går         | Megan McKinney         |    |
| 73    | Earlens Hämnd              | Catherine Coulter      |    |
| 74    | Tills Döden Skiljer Oss Åt | Kathleen E Woodwiss    |    |
| 75    | Tyst Musik                 | Mary Balogh            |    |
| 76    | En Ängel I Min Famn        | Colleen Faulkner       |    |
| 77    | I Krigets Spår             | Anita Mills            |    |
| 78    | En Grym Hemlighet          | Debra Cowan            |    |
| 79    | Ur Aska I Eld              | Annee Carter           |    |
| 80    | Kärlek Utan Gränser        | Mandalyn Kaye          |    |
| 81    | En Kurtisans Dotter        | Barbara Dawson Smith   |    |
| 82    | Cassandras Arv             | Gloria Dale Skinner    |    |
| 83    | Min sheriff                | Deana James            |    |
| 84    | Diamantregn                | Constance Laux         |    |
| 85    | Du Är Min                  | Jo-Ann Power           |    |